# Lauriane Gilliéron
Pour les articles homonymes, voir Gilliéron.
Lauriane Gilliéron, née le 25 juillet 1984 à Lausanne, est une mannequin et actrice suisse qui a été élue Miss Suisse le 17 septembre 2005, succédant à Fiona Hefti, et mettant un terme à une période de 11 ans sans victoire d'une candidate romande.

## Biographie
Lauriane Gilliéron grandit dans la petite ville de Prilly proche de Lausanne. Ancienne danseuse latino-américaine, elle est végétarienne depuis l'âge de 7 ans. Son père est l'actuel syndic (président de commune) de cette commune et son frère, Baptiste, est un comédien professionnel, notamment membre de l'équipe Suisse d'improvisation théâtrale. 
Avant sa nomination de Miss Suisse, Lauriane est modèle et mannequin depuis l'âge de 17 ans. Elle défile notamment pour les salons du mariage "Marinatal" entre 2002 et 2005. Le journal alémanique, Blick, lui donnera le sobriquet de « Miss Côtelette », allusion à ses formes (170 cm, 85-60-91) et son régime alimentaire. 
Le 23 juillet 2006 à Los Angeles, elle obtient la troisième place de Miss Univers, meilleur résultat de tous les temps pour une Suissesse (la 4e place de Lolita Morena en 1982 était jusqu'à présent la meilleure pour la Suisse). 
Elle essaie depuis de se lancer dans le cinéma et elle avait hésité à changer de nom (Gill y Héron) au début de sa carrière. Elle a pris des cours au Lee Strasberg Theatre Institute. Elle serait actuellement en couple avec un autre acteur rencontré pendant le tournage du célèbre soap américain Des jours et des vies, Chad Schropp.

## Filmographie

### Cinéma
- 2012 : Les Derniers Affranchis de Fisher Stevens : Allison
- 2013 : Trust and Death (court métrage) d'Alexi Papalexopoulos : Celeste
- 2013 : Save the World (court métrage) de Sylvain Renou : Sandy (Voix)
- 2015 : Response Time (court métrage) de Sonia Guggenheim : Coleen
- 2016 : Dreamwriter (court métrage) de Sonia Guggenheim : Laura Cole
- 2018 : Paris Window d'Amanda Kramer : Dana
- 2021 : Flashback de Caroline Vigneaux : femme
- 2021 : Love on the Rock de Matt Shapira : Josie
- 2022 : Chroma de Jean-Laurent Chautems : Audrey (la voisine)
- 2022 : Château de Moulinsart (court métrage) de Roger Eaton

### Télévision
- 2008 : Des jours et des vies (épisode 10 897) : Michelle
- 2009 : Leçons sur le mariage (épisode 11 saison 3) : L'hôtesse
- 2011 : Turbo Dates (épisode 27) : Marlene
- 2011 : Amour, Gloire et Beauté (saison 1 épisode 6096) : Le mannequin français
- 2011 : Amour, Gloire et Beauté (saison 1 épisode 6197) : Samantha
- 2011 : Love Bites (épisode 7) : Cheri
- 2011 : Friends with Benefits (épisode 12) : Cecile
- 2012 : Les Experts (épisode 267) : Natalie
- 2012 : Lucky Days (épisodes 3 et 5) : Octavia Nemorian
- 2013 : Castle (épisode 19 saison 5) : Emily
- 2013 : Psych : Enquêteur malgré lui (épisode 8 saison 7) : Elin
- 2013 : How to Live with Your Parents (saison 1, épisode 7) : Francette
- 2014 : Suburgatory (épisode 12 saison 3) : La prof de français
- 2015 : Episodes (épisode 1 saison 4)
- 2016 : Amour, Gloire et Beauté (saison 1 épisode 7384) : Reporter #4
- 2016 : Amour, Gloire et Beauté (saison 1 épisode 7461 et 7462) : Simone
- 2016 : En voiture Simone : Simone
- 2017 : 26 minutes (émission 36 saison 2 8/16) : dans le rôle parodique de Cersei Lannister (Game of Thrones), fausse bande-annonce parodie, Prochainement : Game of Rhône
- 2017 : Quartier des Banques (6 épisodes, saison 1) : Virginia Grangier [5]
- 2020 : 120 minutes : Vevey, rôle parodiant Tokyo (La casa de papel), fausse bande-annonce parodie, La Casa du Papet
- 2020 : Plus belle la vie sur France 3 (saison 16) : Helena Horn
- 2020 : Quartier des Banques (6 épisodes, saison 2) : Virginia Grangier
- 2022 : Denise & Raymonde (8 épisodes, saison 1) : Denise